# Habenaria multicaudata
Habenaria multicaudata är en orkidéart som beskrevs av Sedgw. Habenaria multicaudata ingår i släktet Habenaria och familjen orkidéer. Inga underarter finns listade i Catalogue of Life.